# Nguyễn Thị Anh
Nguyễn Thị Anh (chữ Hán: 阮氏英; 1422 – 4 tháng 10, 1459), hay Nguyễn Thần phi (阮宸妃), tôn hiệu Tuyên Từ hoàng thái hậu (宣慈皇太后) là phi tần của hoàng đế Lê Thái Tông, mẹ đẻ của hoàng đế Lê Nhân Tông.
Bà chưa bao giờ làm Hoàng hậu khi còn sống, chỉ được tôn Hoàng thái hậu sau khi Lê Nhân Tông kế vị. Bà là vị Hoàng thái hậu tại vị đầu tiên, và cũng là Hoàng thái hậu duy nhất của triều đại nhà Hậu Lê thực hiện Thùy liêm thính chính (垂簾聽政), nhiếp chính quốc sự thay Hoàng đế. Bấy giờ, con trai bà còn nhỏ, Thái hậu toàn quyền giải quyết chính sự.

## Tiểu sử
Tuyên Từ thái hậu, họ Nguyễn, húy Anh (英), người xã Bố Vệ huyện Đông Sơn (nay là phường Hạc Thành), Thanh Hóa. Sách Đại Việt thông sử miêu tả bà là người hiền dịu, sáng suốt, nhưng không rõ gia thế về cha mẹ và xuất thân. Khi bà vào cung, liền được phong làm Thần phi (宸妃).
Bấy giờ, Hoàng đế trẻ tuổi Lê Thái Tông đã lập con của Ái phi Dương Thị Bí là Lê Nghi Dân làm Hoàng thái tử. Dương phi cậy thế, càng kiêu căng. Lê Thái Tông nín nhịn, giáng làm Chiêu nghi, muốn cho Dương thị sửa chữa. Nhưng Dương thị lại càng hằn học, không kiêng nể gì nữa.
Năm Tân Dậu (1441), năm Đại Bảo thứ 2, tháng 3, Lê Thái Tông giáng Chiêu nghi Dương thị làm dân thường. Còn Thái tử Lê Nghi Dân là con của Dương thị, chưa chắc là người khá, giáng xuống làm Lạng Sơn vương, rồi ban chiếu cho thiên hạ biết ngôi Thái tử chưa định. Mùa hạ, ngày 9 tháng 5, Thần phi Nguyễn thị sinh hạ hoàng tử Lê Bang Cơ (黎邦基)
Năm Tân Dậu (1441), tháng 11, Lê Thái Tông ra chỉ, lập hoàng tử Lê Bang Cơ làm Hoàng thái tử ngự ở Đông cung. Phong cho con cả Lê Nghi Dân làm Lạng Sơn vương (諒山王), hoàng tử Lê Khắc Xương phong làm Tân Bình vương (新平王), chiếu viết rằng:
| “                                 | Đặt Thái tử để vững gốc rễ, lập con đích để chính danh phận. Đó là mưu xa của xã tắc, kế lớn của quốn gia. Hoàng tử Bang Cơ thể chất vàng ngọc, tư thái anh minh, vừa có uy vọng của một bậc quân vương, lại đúng danh phận là con đích tôn quý. Vậy sai Nhập nội đại đô đốc Lê Liệt mang sắc mệnh lập làm Hoàng thái tử | ” |
| — Đại Việt sử ký toàn thư, Bản kỷ | |   |

## Hoàng thái hậu nhiếp chính
Ngày 4 tháng 8, năm 1442, Lê Thái Tông đến trại Vải của nhà Hành khiển Nguyễn Trãi. Ngay tại trại Vải này Hoàng đế lại bạo bệnh rồi băng hà. Mọi người nói vợ của Nguyễn Trãi là Nguyễn Thị Lộ giết vua, toàn gia bị kết án tru di tam tộc.
Ngày 12 tháng 8, đại thần là Trịnh Khả, Nguyễn Xí, Lê Thụ nhận di mệnh cùng với Đinh Liệt, Lê Bôi, tôn Hoàng thái tử Bang Cơ lên ngôi, lúc đó mới 2 tuổi. Lấy năm sau làm Thái Hòa (大和).
Năm Thái Hòa thứ nhất, tháng 2, Quí Hợi (1443), Lê Nhân Tông cùng quần thần mang kim sách dâng tôn hiệu Hoàng thái hậu cho Thần phi. Các đại thần dâng tờ biểu mong bà buông rèm nhiếp chính, bà khiêm nhường không chịu nhận. Quần thần dâng biểu lần thứ 4, bà mới nhận lời.
Chúa Chiêm Thành là Bí Cai hai lần mang quân vây Hóa Châu. Tuy Triều đình đã mấy lần phát binh, quân Chiêm vẫn chưa bỏ thói gây hấn. Năm 1446, Thái hậu sai Trịnh Khả, Lê Thụ, Trịnh Khắc Phục đi đánh. Bí Cai ra hàng, các tướng lập cháu Bí Cai là Ma Ha Quý Lai làm chúa Chiêm. Với chiến thắng huy hoàng này, quân Đại Việt tóm gọn được các cung phi của Bí Cai mà đem về kinh thành Đông Kinh.
Vào năm Mậu Thìn 1448, quốc gia Bồn Man (盆蠻) chịu nội thuộc vào Đại Việt. Triều đình Nhân Tông sáp nhập Bồn Man, trở thành châu Quy Hợp (歸合) của Nhà nước Đại Việt. Ngoài ra, cũng trong những năm tháng Thái hậu chấp chính, Triều đình ban lệnh cho đào sông Bình Lỗ ở Thái Nguyên, mang lại thuận lợi cho việc giao thông vận tải.
Vào năm Kỷ Tị 1449, niên hiệu Thái Hòa thứ 7, Quý Do cướp ngôi chúa Chiêm của Quý Lai, và không những thế, hắn còn sai sứ sang triều cống lấy lòng Đại Việt. Thái hậu thấy vậy, từ chối không tiếp nhận lễ vật và phán: "Tôi giết vua, em giết anh là tội đại ác xưa nay, trẫm không nhận đồ dâng". Sau khi buộc sứ phải mang trả lại lễ vật về Chiêm, Thái hậu truyền lệnh cho Đồng tri hữu tri sự Nguyễn Hữu Quang, Điện trung thị ngự sử Trình Ngự đem thư sang Chiêm Thành, với nội dung như sau: "Sự thực của các ngươi như thế nào thì phải sang trình bày cho rõ".
Tháng 8 cùng năm Kỷ Tị 1449, Hoàng thái hậu viết chiếu chỉ dụ các đại thần rằng:
Từ khi quả nhân coi chính sự đến nay, thấy rõ lòng trung quân ái quốc của các đại thần đã hết sức phò tá giúp rập. Bên trong sửa sang trị nước, bên ngoài đánh dẹp di địch, để giữ yên thiên hạ. Quả nhân sớm khuya suy nghĩ có cách nào báo đền công lao ấy. Nhưng vì tài hèn đức bạc, thẹn mình không được giỏi bằng các Thái hậu họ Mã, họ Đặng và bà Tuyên Nhân ngày xưa, để làm trọn đạo ưu đãi đại thần. Nay sẽ sai triều sĩ hợp bàn những việc nên làm hiện nay, để thành khuôn phép hay của một đời, cho không còn những tệ xấu nữa.
Các khanh hãy cùng nhau thể theo ý ấy để trọn đạo làm tôi, bảo toàn tiết tháo sau trước, đừng để chỉ riêng các ông Cao, Quỳ, Tắc, Tiết, Y, Phó, Chu, Thiệu đời xưa được ca ngợi mà thôi. Như thế, chẳng tốt đẹp biết bao!
Thế nhưng, vào năm 1451, vì nghe lời gièm pha rằng cha con Trịnh kết đảng, Thái hậu hạ lệnh bắt Thái úy Trịnh Khả cùng con là Trịnh Bá Quát, và Tư khấu Trịnh Khắc Phục cùng con là phò mã Trịnh Bá Nhai—giết chết hết. Mọi người đương thời đều cho rằng họ bị oan.

## Bị giết
Năm 1453, tháng 11, Lê Nhân Tông lên 13 tuổi, Hoàng thái hậu lui về hậu cung. Lê Nhân Tông đổi niên hiệu thành Diên Ninh vì mừng được cầm quyền.
Lê Nhân Tông khi ấy bị đồn đoán không phải là con đích của Lê Thái Tông, nên anh cả là Lạng Sơn vương Lê Nghi Dân vẫn thường có lòng oán hận và muốn đoạt ngôi. Một số ý kiến cho rằng ngày càng có nhiều người dị nghị về nguồn gốc của Nhân Tông, nên càng thúc đẩy Nghi Dân nổi loạn. Theo Đại Việt thông sử, Nhân Tông nghĩ Nghi Dân là anh ruột nên không có ý đề phòng gì cả.
Ngày 3 tháng 10 năm Kỷ Mão (1459), Lạng Sơn vương Lê Nghi Dân đang đêm cùng các thủ hạ bắc thang vào tận trong cung cấm giết vua Nhân Tông. Hôm sau Hoàng thái hậu cũng bị giết, hưởng dương 38 tuổi.
Trong chiếu lên ngôi, Lê Nghi Dân nêu lý do làm chính biến và những việc liên quan tới những việc Thái hậu Nguyễn Thị Anh làm khi bà còn sống, trong đó có cả việc giết đại thần diệt khẩu trong thời gian nhiếp chính, được sử sách ghi chép lại như sau:
| “                                                   | Trẫm là con trưởng của Thái Tông Văn Hoàng Đế, trước đây đã được giữ ngôi chính ở Đông cung. Chẳng may Tiên đế đi tuần miền đông, bỗng băng ở bên ngoài. Nguyễn Thái hậu muốn giữ vững quyền vị, ngầm sai nội quan Tạ Thanh dựng Bang Cơ làm vua, bắt trẩm làm phiên vương. Sau Tạ Thanh tiết lộ việc ấy, lây đến cả Thái úy Trịnh Khả và Tư không Trịnh Khắc Phục, Thái hậu bắt giết cả đi để diệt hết người nói ra. Cho nên từ đó đến giờ, hạn hán sâu bệnh liên tiếp xảy ra, tai dị luôn luôn xuất hiện, đói kém tràn lan, trăm họ cùng khốn. Diên Ninh tự biết mình không phải là con của tiên đế, hơn nữa lòng người ly tán, nên ngày mồng 3, tháng 10 năm nay, đã ra lệnh cho trẫm lên thay ngôi báu. Trẫm nhờ người trông xuống, tổ tông phù hộ, cùng các vương, đại thần, các quan văn võ trong ngoài đồng lòng suy tôn, xin trẫm nên nối đại thống, hai ba lần khuyên mời, trẫm bất đắc dĩ đã lên ngôi vào ngày mồng 7, tháng 10 năm nay, đổi niên hiệu là Thiên Hưng | ” |
| — Đại Việt sử ký toàn thư - Nghi Dân chiếu lên ngôi | |   |

Lê Nghi Dân lên làm vua, đổi niên hiệu Thiên Hưng, nhưng chỉ sau 8 tháng lại bị các đại thần Nguyễn Xí, Đinh Liệt, Lê Lăng v.v... làm binh biến giết chết rồi lập hoàng tử thứ tư là Lê Tư Thành lên ngôi, tức hoàng đế Lê Thánh Tông. Thánh Tông chính thức làm tang lễ cho bà, truy tôn là Tuyên Từ Nhân Ý Chiêu Túc hoàng thái hậu (宣慈仁懿昭肃皇太后), thường gọi là Tuyên Từ hoàng hậu.

## Nghi án Lệ Chi Viên
- Nhóm tác giả Phan Duy Kha, Lã Duy Lan, Đinh Công Vĩ:

Ngày 12 tháng 8, năm Nhâm Tuất (1442), Lê Thái Tông đột ngột qua đời tại nhà đại thần Nguyễn Trãi ở Lệ Chi Viên khi mới 20 tuổi. Một số nhà nghiên cứu cho rằng, Lê Nhân Tông không phải là con của Lê Thái Tông, và Nguyễn Thái hậu là người chủ mưu sát hại Lê Thái Tông tại vườn Lệ Chi. Dã sử ghi lại rằng:
Nguyễn Thị Anh vừa vào cung đã được sủng ái, sinh hạ được Lê Bang Cơ khiến Thái Tông càng yêu quý, phong làm Thần phi. Năm 1441, Thái Tông truất ngôi của Thái tử Lê Nghi Dân mà lập Bang Cơ. Tuy nhiên, có lời dị nghị rằng Nguyễn Thần phi đã có thai trước khi vào cung và Bang Cơ không phải là con của Thái Tông. Có tin đồn trước khi vào cung làm cung tần của Thái Tông, Thần phi đã gian díu với Lê Nguyên Sơn, một người thuộc chi dưới của Lê Khoáng - ông nội của Thái Tông. Từ khi Thần phi gặp Thái Tông tới khi sinh Bang Cơ, thời gian chỉ có 6 tháng.
Cùng lúc đó, một cung tần của Thái Tông là Tiệp dư Ngô Thị Ngọc Dao lại có mang sắp sinh. Nguyễn Thần phi đang sợ chuyện bại lộ thì ngôi lớn sẽ thuộc về con bà Ngô tiệp dư nên tìm cách hại Ngô tiệp dư. Ngô tiệp dư được vợ chồng Nguyễn Trãi và Nguyễn Thị Lộ hết sức che chở, mang đi nuôi giấu và sinh được hoàng tử Lê Tư Thành vào năm 1442.
Biết Ngô tiệp dư đã sinh con trai mà ngày càng nhiều người đồn đại về dòng máu của Bang Cơ, nhân lúc con mình còn đang ở ngôi Thái tử, Nguyễn Thần phi chủ động ra tay trước. Nhân dịp Thái Tông về thăm Nguyễn Trãi, sợ Nguyễn Trãi gièm pha mình và nói tốt cho Tư Thành nên bà sai người sát hại Thái Tông rồi đổ tội cho vợ chồng Nguyễn Trãi.
Trước khi qua đời, Nguyễn Trãi nói rằng ông hối hận không nghe lời hoạn quan Đinh Phúc và Đinh Thắng. Nguyễn Thần phi lại ra lệnh giết tiếp hai người này. Đinh Thắng là hoạn quan chịu trách nhiệm ghi chép ngày tháng thụ thai của các phi tần trong cung. Vì hai người này biết được bí mật của bà nên họ cũng bị trừ khử để diệt khẩu.
- Tác giả Bùi Văn Nguyên với tác phẩm Văn chương Nguyễn Trãi [10] cho rằng:

 Cuối cùng bọn gian thần phía bà phi Nguyễn Thị Anh âm mưu giết hại vua Lê Thái Tông, Nguyễn Trãi, Nguyễn Thị Lộ để giành ngôi cho Bang Cơ khỏi rơi vào tay Tư Thành, người được Nguyễn Trãi, Nguyễn Thị Lộ ủng hộ

## Phản biện tác giả Bùi Văn Nguyên
Nhà nghiên cứu lịch sử Vũ Thị Hường đã đăng trên Tạp chí sông Hương về nghi án Lệ Chi Viên, tác giả phản đối tác giả Bùi Văn Nguyên trong tác phẩm Văn chương Nguyễn Trãi, khi nhà nghiên cứu này cho rằng:
"Cuối cùng bọn gian thần phía bà phi Nguyễn Thị Anh âm mưu giết hại vua Lê Thái Tông, Nguyễn Trãi, Nguyễn Thị Lộ để giành ngôi cho Bang Cơ khỏi rơi vào tay Tư Thành, người được Nguyễn Trãi, Nguyễn Thị Lộ ủng hộ"
Tác giả Vũ Thị Hường lập luận như sau:
- Lê Tư Thành là con thứ tư, mới sinh được 14 ngày, mẹ của Tư Thành chỉ được phong Tiệp dư, không phải là mối đe dọa với mẹ con bà Nguyễn Thị Anh.
- Lê Thái Tông là vị vua tài giỏi, không dễ để giết.
- Nguyễn Thị Anh đang được sủng ái, con là Bang Cơ được lập hoàng thái tử, ngôi kế vị cầm chắc trong tay, lẽ nào đi giết đi chỗ dựa vững chắc nhất của họ.
- Nguyễn Trãi lúc ấy không đóng vai trò gì quan trọng trong triều đình, Nguyễn Thị Lộ chỉ là lễ nghi học sĩ, dạy cung nhân, không đủ quyền lực để tôn phù hay hạ ai xuống.

Tác giả cũng cho rằng, Lê Thái Tông chết đột ngột ở Lệ Chi Viên, Nguyễn Trãi chỉ là người không may mắn mà thôi, và không nên suy luận đi quá xa.

## Nhận định
| “                                           | "Phan Phu Tiên bàn: Nhân Tông lên nối ngôi vào tuổi ấu thơ, bên trong có mẫu hậu buông rèm trông coi chính sự, bên ngoài các đại thần đồng lòng phò tá trị nước, cho nên trong khoảng 17 năm, thiên hạ thái bình, an cư lạc nghiệp, xứng đáng là vua nhân từ. Đến lúc cuối đời bị lũ vô lại Đồn, Ban xướng xuất, khiến Lệ Đức hầu Nghi Dân đang đêm bắc thang trèo thành, lẻn vào cung cấm, vua và Tuyên Từ hoàng thái hậu đều bị hại. Thương thay!." | ” |
| — Đại Việt sử ký toàn thư, Bản kỷ, quyển XI | |   |

## Trong văn hóa đại chúng
Vở cải lương Rạng Ngọc Côn Sơn được soạn giả Xuân Phong thực hiện với nhân vật Thần phi do NSƯT Lê Thiện thủ vai, đây được xem là phiên bản thành công nhất và đến nay chưa ai thể hiện vai diễn độc ác này hơn bà. Lần lượt các phiên bản khác được ra đời với các nghệ sĩ thủ vai khá thành công như NSND Thanh Vy, NSƯT Phượng Loan,... Năm 2012, diễn viên Vân Trang thủ vai Tuyên Từ Thái hậu trong phim điện ảnh Thiên mệnh anh hùng.
| Năm  | Tác phẩm                | Diễn viên thủ vai |
| 2002 | 《Bí mật vườn Lệ Chi》  | Thanh Thủy        |
| 2007 | 《Bí mật vườn Lệ Chi》  | Thanh Thủy        |
| 2012 | 《Bí mật vườn Lệ Chi》  | Lê Khánh          |
| 2012 | 《Vua thánh triều Lê》  | Hoàng Trinh       |
| 2012 | 《Thiên mệnh anh hùng》 | Vân Trang         |